# Поијано (Верона)
Поијано је насеље у Италији у округу Верона, региону Венето.
Према процени из 2011. у насељу је живело 1833 становника. Насеље се налази на надморској висини од 72 м.